# Porospora petiti
Porospora petiti is een soort in de taxonomische indeling van de Myzozoa, een stam van microscopische parasitaire dieren. Het organisme komt uit het geslacht Porospora en behoort tot de familie Porosporidae. Porospora petiti werd in 1962 ontdekt door Theodorides.